# Raimondo IV, conte di Tolosa
Raimondo (950 circa – 978) fu conte di Nîmes, di Albi e di Tolosa e duca di Settimania dal 972 fino alla sua morte.

## Origine
Secondo il Textos navarros del Codice de Roda, figlio del conte di Tolosa, duca di Settimania, conte di Nîmes e conte d'Albi, Raimondo III e di Gundinilde, come risulta dal documento n° 126 del volume V delle Preuves de l'Histoire Générale de Languedoc, che riporta il testamento, redatto verso la fine del 972, della nonna, Garsenda, che lo cita come il proprio nipote, Raimondo, e lo definisce figlio di Gunidilde (Raymundo filio Gundinildis nepoti meo). Raimondo III era l'unico figlio maschio del conte di Tolosa, duca di Settimania, conte di Nîmes e conte d'Albi, e duca d'Aquitania e conte d'Alvernia, Raimondo Ponzio e di Garsenda, figlia del duca di Guascogna, Garcia II e di Amuna figlia del conte Guglielmo I di Bordeaux.

## Biografia
Di Raimondo IV, eccettuato il riferimento nel testamento della nonna Garsenda ed il codice di Roda, non si hanno mote altre notizie, tanto che, secondo le Europäische Stammtafeln, vol II, 68 (non consultate), Raimondo IV, così come il padre, Raimondo III, sarebbero da identificarsi entrambi con Raimondo Ponzio, rispettivamente nonno e padre dei due Raimondi, ma secondo lo storico francese Christian Settipani sono tre persone distinte. La storiografia che ha seguito le indicazioni delle Europäische Stammtafeln, non ha considerato il nostro Raimondo ed ha indicato, come conte di Tolosa, con l'ordinale, IV, il crociato, Raimondo di Saint-Gilles.
Comunque Raimondo IV, nel 972, alla morte del padre (Raimondo III), ereditò i titoli di conte di Tolosa, duca di Settimania e conte di Nîmes e d'Albì.
Secondo la Vita S. Fulcranni Episc. Lodevensis, Raimondo, citato come conte di Tolosa ripudiò la moglie, di cui non si conosce né il nome né gli ascendenti; questo fatto viene riportato anche dal volume III delle Preuves de l'Histoire Générale de Languedoc, che però attribuisce questo ripudio al figlio di Raimondo IV, Guglielmo.
In seconde nozze, tra il 970 ed il 975, sposò Adelaide o Alice la Bianca (ca. 942-1026), figlia del conte d'Angiò, Folco II, come riportato dal Cartulaire de l'abbaye de Saint-Chaffre du Monastier et Chronique de Saint-Pierre du Puy. Adelaide era vedova di Stefano di Brioude.
Nel 978 fu assassinato lasciando erede di tutti i suoi titoli il figlio Guglielmo Tagliaferro.

## Discendenza
Raimondo ed Adelaide ebbero 2 figli:
- Guglielmo Tagliaferro (ca. 975-1037), conte di Tolosa, conte di Nîmes e d'Albì
- Letgarda, ricordata come sorellastra da Conte di Gévaudan, Ponzio, figlio di Stefano di Brioude.

## Ascendenza
|                             |   |                        | Genitori                 |  |  | Nonni |  |  | Bisnonni              |  |  | Trisnonni          |  |
|                             |   |                        |                          |  |  |       |  |  | Raimondo II di Tolosa |  |  | Oddone I di Tolosa |  |
|                             |   |                        |                          |  |  |       |  |  | Raimondo II di Tolosa |  |  | Oddone I di Tolosa |  |
|                             |   | Garsenda d'Albi        |                          |  |  |       |  |  | Raimondo II di Tolosa |  |  |                    |  |
| Raimondo Ponzio I di Tolosa |   |                        |                          |  |  |       |  |  | Raimondo II di Tolosa |  |  |                    |  |
|                             |   | Guinidilda             | Goffredo il Villoso      |  |  |       |  |  |                       |  |  |                    |  |
|                             |   | Guinidilda             | Goffredo il Villoso      |  |  |       |  |  |                       |  |  |                    |  |
|                             |   | Guinidilda             | Guinidilda d'Empúries    |  |  |       |  |  |                       |  |  |                    |  |
| Raimondo III di Tolosa      |   | Guinidilda             |                          |  |  |       |  |  |                       |  |  |                    |  |
|                             |   | Garcia II di Guascogna | Sancho III di Guascogna  |  |  |       |  |  |                       |  |  |                    |  |
|                             |   | Garcia II di Guascogna | Sancho III di Guascogna  |  |  |       |  |  |                       |  |  |                    |  |
|                             |   | Garcia II di Guascogna | Quisilo di Guascogna     |  |  |       |  |  |                       |  |  |                    |  |
| Garsenda di Guascogna       |   | Garcia II di Guascogna |                          |  |  |       |  |  |                       |  |  |                    |  |
|                             |   | Amuna di Bordeaux      | Guglielmo II di Bordeaux |  |  |       |  |  |                       |  |  |                    |  |
|                             |   | Amuna di Bordeaux      | Guglielmo II di Bordeaux |  |  |       |  |  |                       |  |  |                    |  |
|                             |   | Amuna di Bordeaux      | …                        |  |  |       |  |  |                       |  |  |                    |  |
| Raimondo IV di Tolosa       |   | Amuna di Bordeaux      |                          |  |  |       |  |  |                       |  |  |                    |  |
|                             | … | …                      |                          |  |  |       |  |  |                       |  |  |                    |  |
|                             | … | …                      |                          |  |  |       |  |  |                       |  |  |                    |  |
|                             | … | …                      |                          |  |  |       |  |  |                       |  |  |                    |  |
| …                           | … |                        |                          |  |  |       |  |  |                       |  |  |                    |  |
|                             |   | …                      | …                        |  |  |       |  |  |                       |  |  |                    |  |
|                             |   | …                      | …                        |  |  |       |  |  |                       |  |  |                    |  |
|                             |   | …                      | …                        |  |  |       |  |  |                       |  |  |                    |  |
| Gundinilde                  |   | …                      |                          |  |  |       |  |  |                       |  |  |                    |  |
|                             |   | …                      | …                        |  |  |       |  |  |                       |  |  |                    |  |
|                             |   | …                      | …                        |  |  |       |  |  |                       |  |  |                    |  |
|                             |   | …                      | …                        |  |  |       |  |  |                       |  |  |                    |  |
| …                           |   | …                      |                          |  |  |       |  |  |                       |  |  |                    |  |
|                             |   | …                      | …                        |  |  |       |  |  |                       |  |  |                    |  |
|                             |   | …                      | …                        |  |  |       |  |  |                       |  |  |                    |  |
|                             |   | …                      | …                        |  |  |       |  |  |                       |  |  |                    |  |
|                             |   | …                      |                          |  |  |       |  |  |                       |  |  |                    |  |

### Fonti primarie
- (LA)  Preuves de l'Histoire Générale de Languedoc, tome V.
- (LA)  Textos navarros del Codice de Roda.
- (LA)  Cartulaire de l'abbaye de Saint-Chaffre du Monastier et Chronique de Saint-Pierre du Puy.

### Letteratura storiografica
- Louis Alphen, Francia: Gli ultimi Carolingi e l'ascesa di Ugo Capeto (888-987), in <<Storia del mondo medievale>>, vol. II, 1979, pp. 636–661
- (FR)  Preuves de l'Histoire Générale de Languedoc, tome III.